# Black Angels in Vegas CD Box Set
Black Angels in Vegas – album soundboardowy/na żywo Elvisa Presleya, składający się z utworów nagranych 30 sierpnia 1974 r. w Las Vegas. Wydany w 2009 roku.

## Lista utworów

### Dysk 1
1. "Opening Theme/See See Rider"
2. "Dialogue"
3. "I Got A Woman – Amen"
4. "Love Me"
5. "If You Love Me"
6. "It’s Midnight"
7. "Big Boss Man"
8. "Fever"
9. "All Shook Up"
10. "Softly As I Leave You"
11. "Hound Dog"
12. "American Trilogy"
13. "Elvis introduces Dean Nichopoulos"
14. "Suspicious Minds"

### Dysk 2
1. "Band Introductions"
2. "Karate Monologue"
3. "If You Talk In Your Sleep"
4. "Elvis introduces Kang Rhee"
5. "Karate Dialogue"
6. "Help Me"
7. "Let Me Be There"
8. "How Great Thou Art"
9. "Hawaian Wedding Song"
10. "You Gave Me A Mountain"
11. "Can't Help Falling In Love"
12. "Closing Vamp"